# CodeSkulptor
CodeSkulptor є інтерактивним середовищем програмування Python, який дозволяє запускати код Python у веббраузері .  Додаток було розроблено Скоттом Рікснером , професором інформатики в Університеті Райс .   Її функції включають візуалізацію виконання програми; можливість зручно зберігати, редагувати та обмінюватися кодом онлайн з іншими користувачами; та переконливі повідомлення про помилки , які корисні для налагодження коду. 
Наразі CodeSkulptor має працювати в Chrome 18+, Firefox 11+ або Safari 6+ для повної функціональності. 
CodeSkulptor в даний час використовується студентами, а також у курсах програмування Coursera . 

## Зовнішні посилання
- Офіційний сайт